# 1935 год в авиации
Список событий в авиации в 1935 году.

## События
- 4 февраля — первый полёт японского палубного истребителя Mitsubishi A5M.
- 15 марта — первый полёт немецкой летающей лодки До́рнье Do 18.
- 22 апреля — первый полёт югославского истребителя Икарус ИК-2.
- 12 апреля — первый полёт британского скоростного лёгкого бомбардировщика Бристоль Бленхейм[1].
- 2 мая — первый полёт советского экспериментального дальнего бомбардировщика ДБ-А конструкции В. Ф. Болховитинова.
- 11 июля — первый полёт учебно-тренировочного самолёта УТ-2.
- 20 июля — первый полёт нидерландского поплавкового гидросамолёта-разведчика Fokker C.XI.
- 28 июля — первый полёт американского бомбардировщика Boeing B-17 Flying Fortress.
- 9 октября — первый полёт прототипа (Ae. MB.1) аргентинского лёгкого бомбардировщика FMA Ae. MB.2 Bombi[2], первого в своём классе в стране[3].
- 17 октября — подписан приказ о снятии с вооружения истребителя И-4.[4]
- 13 декабря — первый полёт первого советского стратосферного самолёта с гермокабиной БОК-1, конструкции Владимира Антоновича Чижевского, (пилот И. Ф. Петров).
- 13 декабря — первый полёт пассажирского самолёта Douglas DST, впоследствии знаменитого Douglas DC-3.
- 22 декабря — первый полёт французского истребителя Моран-Солнье MS.406.

### Без точных дат
- Летом — первый полёт опытной машины БДД (ЦКБ-26) (выполнен лётчиком-испытателем В. К. Коккинаки).
- Открытие аэропорта "Международный Аэропорт Алматы".

### Авиакатастрофы
- 18 мая — потерпел катастрофу самолёт АНТ-20 «Максим Горький». Погибло 45 человек.
- 26 июня — в 67 км от посёлка Лазарев Николаевского района Хабаровского края потерпел катастрофу (врезался в сопку) советский гидросамолёт итальянского производства «Савойя-Маркетти С-55» с бортовым номером «Л-840», выполнявший почтово-пассажирский рейс по маршруту «Александровск-Сахалинский — Хабаровск». Управлял самолётом лётчик — участник спасения «челюскинцев» Александр Светогоров. Все находившиеся на борту 12 человек (3 члена экипажа и 9 пассажиров) погибли. Организованные после пропажи воздушного судна поиски результата не принесли, и самолёт 80 лет пролежал в тайге, его обломки и останки находившихся на борту людей были обнаружены лишь в сентябре 2015 года. В июне 2016 года останки погибших с почестями предали земле на Аллее памяти Матвеевского кладбища в Хабаровске, там же пилоту А. Светогорову, экипажу и пассажирам самолёта установили памятник[5][6].
- 24 октября — во время перелёта Гатчина — Петрозаводск при вынужденной посадке задел ЛЭП и взорвался дирижабль СССР В-7 бис. Погиб 1 человек.

## Персоны

### Родились
- 25 апреля — Ефимов, Владимир Иванович — заслуженный лётчик-испытатель СССР, полковник Советской Армии, мастер спорта СССР международного класса.
- 15 сентября — Абрамович, Юрий Гарриевич — Герой Российской Федерации (1 марта 1996), заслуженный лётчик-испытатель СССР (14 августа 1981), старший лейтенант запаса (1970).